# 趙銀淑
趙銀淑（韓語：조은숙，1970年8月7日—），韩国女演員。曾參與1998年港產片《超時空要愛》、首部法韓合作拍攝的韓國片《留長髮的女孩》；並憑電影《豬墮井的那天》獲第16屆韓國電影評論獎最佳女主角提名。

## 演出作品

### 電視劇
- 1997年：KBS《Proposal》
- 1997年：KBS《求婚》飾演 允珠
- 1997年：SBS《美麗的罪》
- 1998年：KBS《野望的傳說》飾演 英珠
- 2003年：KBS《夏日香氣》飾演 吳章美
- 2004年：SBS《百萬新娘》
- 2005年：SBS《春日》
- 2005年：KBS《風花》
- 2005年：KBS《玫瑰色人生》飾演 吳美慈
- 2006年：SBS《101次求婚》
- 2007年：KBS《過山南村》
- 2008年：OBS《Ohpojol》
- 2008年：KBS《傳說的故鄉》
- 2011年：KBS《總統》
- 2012年：MBC《武神》
- 2012年：KBS《我的女兒瑞英》飾演 尹曉美
- 2012年：KBS《世上哪裡都找不到的善良男人》飾演 巧克的生母
- 2012年：KBS《大王之夢》飾演 階伯妻
- 2013年：MBC《金子輕鬆出來吧》飾演 幸慈
- 2014年：KBS《Drama Special－那年夏天的盡頭》飾演 韓秀卿
- 2015年：KBS《今天開始我愛你》飾演 韓善淑
- 2015年：KBS《星星閃爍》飾演 吳愛淑
- 2016年：tvN《灰姑娘與四騎士》飾演 姜賢旻生母
- 2016年：KBS《再次，初戀》飾演 尹華蘭
- 2017年：KBS《花開了，達順啊》飾演 徐美玲
- 2019年：KBS《車達萊夫人的愛情》飾演 朴富仁
- 2019年：TV朝鮮《揀擇－女人們的戰爭》飾演 大妃
- 2021年：KBS《國家代表妻子》飾演 吳奉今
- 2021年：KBS《紳士與小姐》飾演 美麗鋼鐵公司東主（特別出演）
- 2023年：MBC《天空的因緣》飾演 羅貞任／羅貞熙

### 電影
- 1995年：《美髮師》
- 1996年：《豬墮井的那天》
- 1996年：《流氓授業》
- 1998年：《超時空要愛》飾演 素群／呂蒙
- 2000年：《身魂旅行》
- 2003年：《長髮的女孩》
- 2005年：《異共》
- 2005年：[3]

## 獎項
- 1996年第17屆青龍電影獎最佳女配角《豬墮井的那天（朝鲜语：돼지가 우물에 빠진 날）》
- 1997年第20屆全攝影（朝鲜语：황금촬영상）新秀女演員獎《豬墮井的那天（朝鲜语：돼지가 우물에 빠진 날）》

## 外部連結
- NAVER搜索 （页面存档备份，存于）
- Meflex Entertainment官方網站
- 趙銀淑的Instagram帳戶
- 趙銀淑在互联网电影资料库（IMDb）上的資料（英文）